# Mark Williams (basket-ball)
Pour les articles homonymes, voir Mark Williams et Williams.
Mark Oluwafemi Williams, né le 16 décembre 2001 à Norfolk en Virginie, est un joueur américain de basket-ball évoluant au poste de pivot.

## Biographie

### Carrière universitaire
Le 1er novembre 2019, Mark Williams s'engage avec les Blue Devils de Duke. En mars 2021, il inscrit 23 points et prend 19 rebonds dans une victoire face aux Cardinals de Louisville. Il réalise son record en carrière lors de sa deuxième saison en inscrivant 28 points dans une victoire face à l'Orange de Syracuse. Après l'élimination de Duke en demi-finale du Final Four de la March Madness 2022, il se présente pour la draft 2022 où il est attendu parmi les vingt premiers choix.
Williams est décrit comme un joueur défensif : il est ainsi choisi comme joueur défensif de la saison dans la conférence ACC pour 2021-2022. Ses qualités offensives sont, à sa sortie de l'université, limitées.

### Carrière professionnelle

#### Hornets de Charlotte (2022-2025)
Il est choisi par les Hornets de Charlotte en 15e position lors de la draft 2022.
En février 2025, il est transféré aux Lakers de Los Angeles en échange de Dalton Knecht et Cam Reddish. Toutefois, le transfert est annulé par les Lakers en raison de problèmes de santé de Williams.

#### Suns de Phoenix (depuis 2025)
Il est de nouveau transféré, le soir de la draft 2025, aux Suns de Phoenix.

## Palmarès

### Lycée
- McDonald's All-American en 2020
- Jordan Brand Classic en 2020

### Universitaire
- ACC Defensive Player of the Year en 2022
- ACC All-Defensive Team en 2022
- Third-team All-ACC en 2022

## Statistiques

### Universitaires
| Saison    | Équipe   | Matchs | Titul. | Min./m | % Tir | % 3pts | % LF | Rbds/m. | Pass/m. | Int/m. | Ctr/m. | Pts/m. |
| --------- | -------- | ------ | ------ | ------ | ----- | ------ | ---- | ------- | ------- | ------ | ------ | ------ |
| 2020-2021 | Duke     | 23     | 15     | 15,2   | 66,4  | –      | 53,7 | 4,50    | 0,70    | 0,60   | 1,40   | 7,10   |
| 2021-2022 | Duke     | 39     | 39     | 23,6   | 72,1  | 0,0    | 72,7 | 7,40    | 0,90    | 0,50   | 2,80   | 11,20  |
| Carrière  | Carrière | 62     | 54     | 20,5   | 70,4  | 0,0    | 66,1 | 6,30    | 0,80    | 0,50   | 2,30   | 9,70   |

### Professionnelles
| Saison    | Équipe    | Matchs | Titul. | Min./m | % Tir | % 3pts | % LF | Rbds/m. | Pass/m. | Int/m. | Ctr/m. | Pts/m. |
| --------- | --------- | ------ | ------ | ------ | ----- | ------ | ---- | ------- | ------- | ------ | ------ | ------ |
| 2022-2023 | Charlotte | 43     | 17     | 19,3   | 63,7  | –      | 69,1 | 7,07    | 0,42    | 0,65   | 1,05   | 9,00   |
| 2023-2024 | Charlotte | 19     | 19     | 26,8   | 64,9  | –      | 71,9 | 9,68    | 1,16    | 0,84   | 1,05   | 12,74  |
| 2024-2025 | Charlotte | 44     | 41     | 26,6   | 60,4  | 0,0    | 80,4 | 10,20   | 2,50    | 0,70   | 1,20   | 15,30  |
| Carrière  | Carrière  | 106    | 77     | 23,7   | 62,2  | 0,0    | 75,3 | 8,80    | 1,40    | 0,70   | 1,10   | 12,30  |

## Records sur une rencontre en NBA
Les records personnels de Mark Williams en NBA sont les suivants :
| Type de statistique        | Saison régulière | Saison régulière        | Saison régulière |
| Type de statistique        | Record           | Adversaire              | Date             |
| -------------------------- | ---------------- | ----------------------- | ---------------- |
| Points                     | 38               | @ Grizzlies de Memphis  | 22 janvier 2025  |
| Paniers marqués            | 14               | @ Grizzlies de Memphis  | 22 janvier 2025  |
| Paniers tentés             | 21               | @ Wizards de Washington | 10 novembre 2023 |
| Paniers à 3 points réussis | -                | -                       | -                |
| Paniers à 3 points tentés  | 1                | @ Pistons de Détroit    | 3 janvier 2025   |
| Lancers francs réussis     | 10               | @ Grizzlies de Memphis  | 22 janvier 2025  |
| Lancers francs tentés      | 13               | @ Grizzlies de Memphis  | 22 janvier 2025  |
| Rebonds offensifs          | 15               | @ Wizards de Washington | 10 novembre 2023 |
| Rebonds défensifs          | 13               | Heat de Miami           | 25 février 2023  |
| Rebonds totaux             | 24               | @ Wizards de Washington | 10 novembre 2023 |
| Passes décisives           | 5                | 2 fois                  | 2 fois           |
| Interceptions              | 3                | 2 fois                  | 2 fois           |
| Contres                    | 5                | @ Rockets de Houston    | 18 janvier 2023  |
| Balles perdues             | 4                | Nets de Brooklyn        | 31 décembre 2022 |
| Minutes jouées             | 35               | Bulls de Chicago        | 31 mars 2023     |

- Double-double : 22
- Triple-double : 0

Dernière mise à jour : 13 janvier 2025

## Vie privée
Il est le frère de Elizabeth Williams, joueuse de basket-ball en WNBA aux Mystics de Washington choisie en 4e position de la draft WNBA 2015.